# Willis Bradley Haviland
Willis Bradley Haviland (Minneapolis, 10 marzo 1890 – Corona, 28 novembre 1944) è stato un aviatore ed ufficiale statunitense, che volò nella Squadriglia Lafayette durante la prima guerra mondiale, e fu uno dei pionieri dell'aviazione imbarcata americana.

## Biografia
Nacque il 10 marzo 1890 a Minneapolis, Minnesota, figlio del Dr. Willis Henry e di Grace Hynes. I genitori divorziarono il 28 giugno 1895, quando lui aveva cinque anni, e il padre si risposò con Mary Page Irvine il 22 luglio 1895 a Butte, Montana. 
A partire dal 1904 frequentò la Kemper Military School di Boonville. 
Suo padre fu eletto senatore per lo stato del Montana nel 1906, nelle file del Partito Democratico e lui, nel 1907, si arruolò nella United States Navy, dove prestò servizio fino al 1911. L’anno successivo iniziò a frequentare lo Iowa State College of Agriculture and Mechanic Arts di Ames, dove studiò per due anni energia elettrica, arruolandosi nel contempo nella Guardia nazionale dell’Illinois. Trasferitosi con la propria famiglia a Andersen, e poi a Indianapolis, andò a lavorare dapprima per la Remy Electric Company, e poi per la Rotary Valve Company.
Quando in Europa scoppiò la prima guerra mondiale, egli si arruolò nell'American Field Service nel corso del 1915, prestando servizio sul fronte dell'Alsazia. Tramite la Legione straniera si arruolò nell’Aéronautique Militaire francese, entrando nella scuola di volo di Pau il 30 gennaio 1916.
Conseguì il brevetto di pilota militare il 30 maggio dello stesso anno a Buc, volando a bordo di un velivolo Caudron G.4. Ritornato a Pau iniziò l’addestramento sui velivoli da caccia Nieuport Ni.11, e poi entrò a far parte dell'American Escadrille (successivamente ribattezzata N.124 Squadriglia Lafayette), di stanza a Cachy, nel dipartimento della Somme, divenendo il sedicesimo pilota volontario americano nella squadriglia.
In seno alla N.124 Escadrille Lafayette partecipò alle operazioni di supporto all’offensiva della Somme,  e poi a quella scatenata dal generale Robert Georges Nivelle.  Svolse principalmente compiti di scorta e ricognizione, e occasionalmente fu assegnato al bombardamento. Il 26 aprile 1917 abbatté un caccia Albatros, venendo per questo decorato con la Croix de guerre con palma. Ricevuti i nuovi caccia SPAD, il 17 giugno la Escadrille SPA 124 si trasferì da Caudun al campo d’aviazione di St.Paul-sur-mer. Il 1 ottobre si trasferì in forza all’Escadrille SPA 162 di Chaudun ma dopo l'entrata in guerra degli Stati Uniti d'America, il 28 dicembre si arruolò nuovamente nell’US Navy con il grado di tenente di vascello.
Il 1 febbraio 1918 conseguì il brevetto di pilota di idrovolanti, assumendo poi l’incarico di primo pilota presso la Naval Air Station di Dunkerque, da dove eseguì missioni di pattugliamento antisommergibile.
A partire dal mese di marzo, e per circa due mesi, fu distaccato in forza al No.13 Squadron del Royal Naval Air Service dotato dei caccia Sopwith Camel.
Incaricato di allestire la prima base dell’aviazione navale americana in Italia, dopo aver frequentato la scuola idrovolanti di Bolsena, dal 24 luglio 1918 comandò la U.S. Naval Air Station di Porto Corsini, con il compito di addestrare i piloti. Il Comando italiano dell’Adriatico aveva ordinato che la sua squadriglia si limitasse ad eseguire voli di ricognizione e lancio di volantini, e solo lui poteva eseguire limitate operazioni di bombardamento. Entrato in contrasto con il suo diretto superiore, il Lieutenant Commander John Lansing Callan, in quanto quest’ultimo pretendeva che lui, come comandante di squadriglia, non dovesse effettuare operazioni belliche limitandosi a coordinare l’attività del reparto, dapprima rispettò tale disposizione, ma in seguito eseguì un attacco contro la base navale di Pola. Volando in avanscoperta entrò in combattimento con alcuni velivoli austro-ungarici costringendoli alla ritirata. Scampò alla prevista corte marziale impegnandosi a rispettare gli ordini, ma il 22 ottobre eseguì una nuova missione come osservatore a bordo di un Macchi M.8, partecipando a un bombardamento contro l’idroscalo di Puntisella.
Decorato con la Croce al merito di guerra italiana, dopo la fine della guerra fu assegnato come pilota militare alla nave da battaglia Texas operante nella Baia di Guantánamo, da dove eseguì il primo decollo di un velivolo militare, un Sopwith Camel,  da una piattaforma posta su una delle torri di grosso calibro della nave. Tale riuscito decollo convinse i vertici della marina militare americana ad autorizzare la costruzione delle portaerei.
Promosso Lieutenant Commander il 1 aprile 1919, in quello stesso anno sposò la signorina Mary Lucille Satterthwithe. Imbarcatosi poi sulla nave da battaglia Oklahoma, transitò sulla Arizona e quindi sulla USS Shawmut, congedandosi il 27 dicembre 1925. Svolse numerosi lavori, tra cui dirigente di aeroporto ad Atlanta (Georgia), assicuratore a Columbus (Ohio), e responsabile della Universal Aviation School di St. Paul (Minnesota). Nel corso del 1935 assunse l’incarico di dirigente della Standard Brands Inc.
Dopo l'attacco di Pearl Harbor del 7 dicembre 1941, in cui la Oklahoma venne affondata, chiese ed ottenne di rientrare in servizio attivo.
Nel 1942 fu assegnato come Ufficiale esecutivo alla costituenda Naval Air Station di Whidbey Island vicino ad Oak Harbor, che entrò in servizio il 21 settembre dello stesso anno. Ne assunse il comando nel novembre 1943, in sostituzione del precedente comandante, capitano Cyril T. Simard. L’11 settembre 1944 lasciò il comando della base navale, in quanto i suoi superiori, colpiti dall'efficiente gestione della struttura, gli chiesero di assumere un incarico speciale nella centrale zona di guerra del Pacifico. A causa di una malattia insorta dovette rimandare l'assunzione dell'incarico, e ricoverato presso l'ospedale navale di Corona, California, si spense il 28 novembre 1944. Il suo corpo fu tumulato presso l'Arlington National Cemetery nella Contea di Arlington, Virginia, nella Section 8, Site 6024.

### Annotazioni
1. ↑  Willid Henry Haviland nacque il 10 settembre 1864 e morì il 15 gennaio 1939.
2. ↑  Willis Bradley Haviland rimase sempre molto vicino alla madre biologica una volta raggiunta l'età adulta.
3. ↑  Detta anche American Ambulance Corp, e soprannominata "Friends of France".
4. ↑  La scuola di volo era dotata di velivoli Morane Saulnier H, Nieuport Ni.11 e Caudron G.4.
5. ↑  Gli fu permesso di impegnarsi in combattimenti aerei con la caccia nemica solo in caso di difesa.
6. ↑  Divenuto in seguito No.213 Squadron della Royal Air Force.
7. ↑  L’idroscalo di Porto Corsini era precedentemente occupata dalla 263ª Squadriglia  italiana.

### Fonti
1. 1 2 3 4 5 6 7 8 9 10 11  Antonellini 2008, p. 182.
2. ↑  Antonellini 2008, p. 183.
3. 1 2  Antonellini 2008, p. 184.
4. 1 2  Antonellini 2008, p. 185.
5. 1 2 3 4 5 6 7  Antonellini 2008, p. 186.
6. ↑  Anonymous. Prop Wash. "Comdr. Haviland New C.O." Whidbey Island: 18 Feb 1944.
7. 1 2 3  Antonellini 2008, p. 187.
8. 1 2 3 4 5 6 7 8 9 10  Antonellini 2008, p. 188.
9. ↑  Simard, Cyril Thomas Simard. Prop Wash. "Thirty Years of Naval Aviation-30 August." Whidbey Island: 3 Sep 1943.
10. ↑  Historic Naval Ships Visitors Guide Archiviato il 5 settembre 2006 in Internet Archive.
11. 1 2 3 4 5 6 7  Antonellini 2008, p. 189.
12. ↑  Anonymous. Prop Wash. "Comdr. Haviland Taken By Death." Whidbey Island: 1 Dec 1944.
13. ↑  United States Department of Veterans Affairs. See USDVA Nationwide Gravesite Locator for Arlington National Cemetery, Virginia matching Last Name Haviland, first name Willie, middle name Bradley.